# Albelda de Iregua
Albelda de Iregua är en kommun i Spanien.  Den ligger i den autonoma regionen La Rioja i norra delen av landet, 240 km nordost om huvudstaden Madrid. Antalet invånare är 3 855 (2024).